# 米克斯維爾 (佛羅里達州)
米克斯維爾（英語：Mikesville）是位於美國佛羅里達州哥倫比亞縣的一個非建制地區。該地的面積和人口皆未知。

## 地理
米克斯維爾的座標為29°56′48″N 82°36′07″W / 29.94667°N 82.60194°W，而該地的平均海拔高度為46米（即151英尺）。